# Морозово (городское поселение Хотьково)
Моро́зово — деревня в Сергиево-Посадском районе Московской области России, входит в состав городского поселения Хотьково.

## Население
| 1859 | 1886 | 1890 | 1899 | 1926 | 2002 | 2006 | 2010 |
| ---- | ---- | ---- | ---- | ---- | ---- | ---- | ---- |
| 375  | ↘373 | ↘348 | →348 | ↗383 | ↘185 | ↗189 | ↘149 |

## География
Деревня Морозово расположена на севере Московской области, в южной части Сергиево-Посадского района, примерно в 45 км к северу от Московской кольцевой автодороги в 8 км к юго-западу от железнодорожной станции Сергиев Посад и 3,5 км к востоку от станции Хотьково, на реке Подмаш — левом притоке реки Пажи бассейна Клязьмы.
В 4 км юго-восточнее деревни проходит Ярославское шоссе М8, в 16 км к юго-западу — Московское малое кольцо А107, в 15 км к северу — Московское большое кольцо А108, в 33 км к западу — Дмитровское шоссе А104. В 2 км северо-западнее — линия Ярославского направления Московской железной дороги.
Ближайшие сельские населённые пункты — деревни Матрёнки, Рязанцы и Филимоново.

## История
В «Списке населённых мест» 1862 года — казённая деревня 1-го стана Дмитровского уезда Московской губернии по правую сторону Московско-Ярославского шоссе (из Ярославля в Москву), в 37 верстах от уездного города и 7 верстах от становой квартиры, при прудах и колодцах, с 62 дворами и 375 жителями (174 мужчины, 201 женщина).
По данным на 1890 год — центр Морозовской волости 1-го стана Дмитровского уезда с 348 жителями, в деревне располагалось волостное правление.
В 1913 году — 69 дворов, волостное правление и земское училище.
По материалам Всесоюзной переписи населения 1926 года — центр Морозовского сельсовета Хотьковской волости Сергиевского уезда Московской губернии в 3,2 км от Ярославского шоссе и 4,3 км от станции Хотьково Северной железной дороги, проживало 383 жителя (172 мужчины, 211 женщин), насчитывалось 77 крестьянских хозяйств.
С 1929 года — населённый пункт Московской области в составе:
- Морозовского сельсовета Сергиевского района (1929—1930)[15],
- Морозовского сельсовета Загорского района (1930—1954)[16][17],
- Митинского сельсовета Загорского района (1954—1963, 1965—1991)[18][19],
- Митинского сельсовета Мытищинского укрупнённого сельского района (1963—1965)[18],
- Митинского сельсовета Сергиево-Посадского района (1991—1994)[19],
- Митинского сельского округа Сергиево-Посадского района (1994—2006)[20],
- городского поселения Хотьково Сергиево-Посадского района (2006 — н. в.)[21][22].